# Plecia affinidecora
Plecia affinidecora är en tvåvingeart som beskrevs av Hardy 1968. Plecia affinidecora ingår i släktet Plecia och familjen hårmyggor. Inga underarter finns listade i Catalogue of Life.